# دولت چهارم آنگلا مرکل
دولت چهارم مرکل (به آلمانی: Kabinett Merkel IV) دولت بیست و چهارم و کنونی جمهوری فدرال آلمان است که پس از پیشنهاد آنگلا مرکل توسط رئیس‌جمهور فدرال فرانک والتر اشتاین مایر به بوندستاگ و انتخاب بوندستاگ، در ۱۴ مارس ۲۰۱۸ سوگند یاد کرد. این دولت همانند دولت پیش از آن به رهبری صدراعظم آنگلا مرکل، با ائتلافی از اتحادیه دموکرات مسیحی، اتحادیه سوسیال مسیحی بایرن و سوسیال دموکراتها تشکیل شد و در پی انتخابات بوندستاگ ۲۰۲۱ جای خود را به دولت ائتلافی به صدراعظمی اولاف شولتس داد. اولاف شولتس که جانشین زیگمار گابریل بعنوان رهبر حزب سوسیال دموکرات شده بود مقام معاونت صدراعظم را بدست آورد و هورست زیهوفر رهبر اتحادیه سوسیال مسیحی به وزارت فدرال داخله رسید.

## ترکیب کابینه
کابینه بیست و چهارم آلمان از صدراعظم به همراه ۱۵ وزیر تشکیل شده‌است. در این کابینه اتحادیه دموکرات مسیحی هفت وزارت‌خانه، حزب سوسیال دموکرات شش وزارت‌خانه و اتحادیه سوسیال مسیحی سه وزارت‌خانه را بدست آوردند.
| لیست | وزارت                                             | تصویر | نام                    | حزب | حزب                           | مدت                            | دستیاران پارلمانی |
| ---- | ------------------------------------------------- | ----- | ---------------------- | --- | ----------------------------- | ------------------------------ | --- |
| ۱    | صدراعظم آلمان                                     |       | آنگلا مرکل             | CDU |                               | ۲۲ نوامبر ۲۰۰۵ – ۸ دسامبر ۲۰۲۱ | آنته ویدمان ماوتس (StMin) در مهاجرت، پناهندگی و هم‌پیوندی مونیکا گروترس (StMin) در فرهنگ و رسانه هندریک هوپنشتت (StMin) در همکاری بین دولت فدرال و ایالت‌ها دوروته بر (StMin) در دیجیتالیزاسیون |
| ۲    | معاونت صدراعظم وزارت امور مالی                    |       | اولاف شولتس            | SPD |                               | ۱۴ مارس ۲۰۱۸ – ۸ دسامبر ۲۰۲۱   | بتینا هاگه‌دورن کریستین لامبرشت (۲۰۱۸–۲۰۱۹) زاراه ریگلوسکی (از ۲۰۱۹) |
| ۳    | وزارت فدرال داخله، ساختمان و جامعه                |       | هورست زیهوفر           | CSU |                               | ۱۴ مارس ۲۰۱۸ – ۸ دسامبر ۲۰۲۱   | گونتر کرینگز اشتفان مایر فولکمار فوگل |
| ۴    | وزارت فدرال امور خارجه                            |       | هایکو ماس              | SPD |                               | ۱۴ مارس ۲۰۱۸ – ۸ دسامبر ۲۰۲۱   | نیلز آنن (StMin) میشائله مونترفرینگ (StMin) Culture میشائیل روث (StMin) امور اروپایی |
| ۵    | وزارت فدرال اقتصاد و فناوری                       |       | پتر آلتمایر            | CDU |                               | ۱۴ مارس ۲۰۱۸ – ۸ دسامبر ۲۰۲۱   | توماس بارایس کریستیان هیرته امور شرق آلمان اولیور ویتکه (۲۰۱۸–۲۰۱۹) الیزابت وینکلمایر بکر (از 2019)                                                                                           |
| ۶    | وزارت فدرال دادگستری و حمایت از مصرف‌کننده         |       | کاتارینا بارلی         | SPD |                               | ۱۴ مارس ۲۰۱۸ – ۲۷ ژوئن ۲۰۱۹    | ریتا هاگل کهل کریستین لانگه |
| ۶    | وزارت فدرال دادگستری و حمایت از مصرف‌کننده         |       | کریستین لامبرشت        | SPD | ۲۷ ژوئن ۲۰۱۹ – ۸ دسامبر ۲۰۲۱  |                                | ریتا هاگل کهل کریستین لانگه |
| ۷    | وزارت فدرال کار و امور اجتماعی                    |       | هوبرتوس هایل           | SPD |                               | ۱۴ مارس ۲۰۱۸ – ۸ دسامبر ۲۰۲۱   | آنته کرامه کرستین کریزه |
| ۸    | وزارت فدرال دفاع                                  |       | اورزولا فن در لاین     | CDU |                               | ۱۷ دسامبر ۲۰۱۳ – ۱۷ ژوئیه ۲۰۱۹ | توماس زیلبرهورن پتر تائوبر |
| ۸    | وزارت فدرال دفاع                                  |       | آنه‌گرت کرامپ کارن‌بائور | CDU | ۱۷ ژوئیه ۲۰۱۹ – ۸ دسامبر ۲۰۲۱ |                                | توماس زیلبرهورن پتر تائوبر |
| ۹    | وزارت فدرال غذا، کشاورزی و حمایت از مصرف‌کننده     |       | یولیا کلوکنر           | CDU |                               | ۱۴ مارس ۲۰۱۸ – ۸ دسامبر ۲۰۲۱   | هانس یوآخیم فوختل (۲۰۱۸–۲۰۱۹) اووه فایلر (از 2019) |
| ۱۰   | وزارت فدرال امور خانواده، سالمندان، زنان و جوانان |       | فرانتزیسکا گیفی        | SPD |                               | ۱۴ مارس ۲۰۱۸ – ۸ دسامبر ۲۰۲۱   | کارن مارکس اشتفان تسیرکه |
| ۱۱   | وزارت فدرال سلامت                                 |       | ینس اشپان              | CDU |                               | ۱۴ مارس ۲۰۱۸ – ۸ دسامبر ۲۰۲۱   | توماس گبهارت زابینه وایس |
| ۱۲   | وزارت فدرال حمل و نقل، ساختمان و امور شهری        |       | آندریاس شویر           | CSU |                               | ۱۴ مارس ۲۰۱۸ – ۸ دسامبر ۲۰۲۱   | اشتفن بیلگر اناک فرلمان |
| ۱۳   | وزارت فدرال محیط زیست، ساختمان و ایمنی هسته‌ای     |       | اسونیا شولتسه          | SPD |                               | ۱۴ مارس ۲۰۱۸ – ۸ دسامبر ۲۰۲۱   | فلوریان پرونولد ریتا شوارتزلور زوتر |
| ۱۴   | وزارت فدرال آموزش و پژوهش                         |       | آنیا کارلیچک           | CDU |                               | ۱۴ مارس ۲۰۱۸ – ۸ دسامبر ۲۰۲۱   | میشائل مایستر توماس راخل |
| ۱۵   | وزارت فدرال همکاری اقتصادی و توسعه                |       | گرد مولر               | CSU |                               | ۱۷ دسامبر ۲۰۱۳ – ۸ دسامبر ۲۰۲۱ | نوبرت بارتله ماریا فلاخسبارت |
| ۱۶   | وزارت فدرال امور خاص رئیس دفتر صدراعظم            |       | هلگه براون             | CDU |                               | ۱۴ مارس ۲۰۱۸ – ۸ دسامبر ۲۰۲۱   | |

## بحران دولت در سال ۲۰۱۸
در ژوئن ۲۰۱۸ به دلیل اختلافات بین وزیر فدرال داخله و رهبر اتحادیه سوسیال مسیحی بایرن هورست زیهوفر با صدراعظم آنگلا مرکل، دولت فدرال در خطر سقوط قرار گرفت. در آن زمان هورست زیهوفر طرحی را ارائه کرد که بر مبنای آن پناهندگانی که در سایر کشورهای اتحادیه اروپا ثبت‌نام کرده‌اند باید باز پس فرستاده شوند. آنگلا مرکل با این طرح مخالف بود و زیهوفر در روز ۱ ژوئیه تهدید به استعفا کرد. در واقع با خروج اتحادیه سوسیال مسیحی بایرن، دولت مرکل از اکثریت بازمی‌ماند و سقوط می‌کرد. با این حال در روز ۲ ژوئیه دو حزب به توافق دست یافتند.

## دولت سرپرست
بعد از انتخابات فدرال آلمان در سال ۲۰۲۱، گفتگوهای ائتلافی برای تشکیل دولت جدید آغاز شد. دولت چهارم آنگلا مرکل بعد از سوگند یاد کردن اعضای جدید بوندستاگ با فرمان رئیس‌جمهور آلمان منحل شد، اما اداره امور را تا تشکیل دولت جدید به عهده خواهد داشت. اگر گفتگوهای ائتلاف برای تشکیل دولت جدید تا ۱۷ دسامبر ۲۰۲۱ به نتیجه نرسد، آنگلا مرکل با پشت سر گذاشت هلموت کهل، طولانی‌ترین دوره صدارت را در تاریخ جمهوری فدرال آلمان نصیب خود خواهد کرد.